# Daniëlle Bekkering
Daniëlle Bekkering (Groningen, 25 december 1976) is een Nederlands voormalig marathonschaatsster en langebaanschaatsster, tevens actief als wielrenster. Ze is enkele malen in de top tien geëindigd bij het NK tijdrijden.

## Biografie
Bekkering werd geboren in Groningen. Ze groeide op in een boerderij even buiten Den Ham. Op de slootjes rond de boerderij leerde ze schaatsen. In 1987 werd ze lid van een schaatsvereniging. Aanvankelijk legde ze zich toe op shorttrack en langebaanschaatsen, maar later maakte ze de overstap naar marathonschaatsen. In 2000 behaalde ze hierin haar eerste overwinning.
Naast het schaatsen en wielrennen volgde Bekkering de opleiding Sportmanagement aan de Hanzehogeschool Groningen. Ze heeft gewerkt als coördinator voor de KNWU in het District Noord. Daarnaast heeft ze haar eigen sportmanagementbureau.
In het schaatsseizoen 2004/2005 reed Bekkering in de DSB Marathonploeg en won zij de KNSB Cup. Bekkering won het Open NK op natuurijs 2006 alsmede het ONK 2007 en sleepte daarmee voor de vierde en vijfde maal op rij deze titel in de wacht.
Op 10 november 2012 won Bekkering voor de 62e keer een marathonwedstrijd op het hoogste niveau en verbeterde daarmee het record van Atje Keulen-Deelstra.
Op 26 oktober 2007 is Bekkering benoemd tot manager bij de DSB Wielerploeg waarvoor ze ook wedstrijden blijft rijden. Nadat Thijs Rondhuis zijn functie als ploegleider en trainer beëindigt, trekt ook Bekkering zich terug uit dat team. In het jaar 2009 gaat ze rijden voor het team van Team Hitec Products UCK uit Noorwegen. In 2010 stapt zij over naar Dolmans Landscaping.
Na seizoen 2018/2019 stopte ze met haar carrière.

## Trivia
- Bekkering was van 2011 tot en met 2016 getrouwd met oud-marathonschaatser Yoeri Lissenberg.

## Resultaten
| Jaar | NK Afstanden       |
| ---- | ------------------ |
| 2005 | 17e 3000m          |
| 2006 | 18e 3000m          |
| 2007 |                    |
| 2008 | 13e 3000m 6e 5000m |
| 2009 | 19e 3000m          |

## Persoonlijke Records
| Afstand      | Tijd     | Datum            | Baan       |
| ------------ | -------- | ---------------- | ---------- |
| 500 meter    | 42.28    | 10 maart 2007    | Groningen  |
| 1000 meter   | 1.27,37  | 18 november 2007 | Groningen  |
| 1500 meter   | 2.08,48  | 11 maart 2010    | Groningen  |
| 3000 meter   | 4.17,67  | 27 oktober 2007  | Heerenveen |
| 5000 meter   | 7.26,93  | 28 oktober 2007  | Heerenveen |
| 10.000 meter | 15.58.12 | 16 maart 2016    | Groningen  |

## Belangrijkste overwinningen
2003
 ONK marathon op natuurijs (Weissensee)
 KNSB Cup
2004
 ONK marathon op natuurijs (Weissensee)
2005
 ONK marathon op natuurijs (Weissensee)
 KNSB Cup
2006
 ONK marathon op natuurijs (Weissensee)
 KNSB Cup
2007
 ONK marathon op natuurijs (Weissensee)
 KNSB Cup
2008
 NK marathon op kunstijs
2009
 NK marathon op kunstijs
 Alternatieve Elfstedentocht Weissensee
2010
 Alternatieve Elfstedentocht Weissensee

## Top drie uitslagen
2002
- Essent Cup Finale Eindhoven
- 3e Essent Cup 18 Utrecht
- Kardinge Bokaal (Essent Cup 17) Groningen
- 2e		Dasia Sport Marathon (Essent Cup 15) 	Haarlem
- 3e		Essent Nederlandse Kampioenschappen 	Deventer
- 2e		The Greenery Six Finale 	Utrecht
- 2e		The Greenery Six dag 5 	Den Haag
- The Greenery Six dag 4 	Eindhoven
- 3e		Beukers Bike Marathon (Essent Cup 9) 	Alkmaar
- 3e		Kwintus Nova Bokaal 	Dronten
- 2e		Thyssen Liften Marathon (Essent Cup 7) 	Groningen
- 2e		Noordelijke Accountants Unie Marathon (Essent Cup 3) 	Assen

2003
- 2e		Essent Cup Finale	Den Haag
- Eindhoven Marathon (Essent Cup 19)	Eindhoven
- Bauerfeind Nelis Marathon (Essent Cup 16)	Alkmaar
- Gieten - Bonnen Marathon	Gieten
- 3e		Genneper Parken Marathon (Essent Cup 12)	Eindhoven
- 3e		Aannemersbedrijf De Jong Marathon (Essent Cup 10)	Alkmaar
- 3e		Nicolai-Lourens & Tabak Marathon (Essent Cup 9)	Groningen
- The Greenery Six (dag 5)	Den Haag
- 3e		Noordlaren Marathon	Noordlaren
- 3e		Essent Cup 8	Deventer
- De Uithof Bokaal (Essent Cup 6)	Den Haag
- 2e		Essent Cup 5	Haarlem
- 2e		Essent Cup 2	Utrecht

2004
- Ouderkerkse Schaatsvrienden Marathon (Essent Cup 19)	Amsterdam
- 2e		Kardinge/Vast Banket Bokaal (Essent Cup 18)	Groningen
- Ruiter Dakkapellen Ursem Marathon (Essent Cup 17)	Alkmaar
- 3e		Genneper Parken Marathon (Essent Cup 15)	Eindhoven
- MM Guide Cmb accountants Koken met Marcel Marath (Essent Cup 12)	Haarlem
- 2e		VPZ-Bokaal (Essent Cup 10)	Groningen
- The Greenery Six (dag 5)	Utrecht
- 2e		The Greenery Six (dag 4)	Alkmaar
- 3e		Uithof Cup (Essent Cup 6)	Den Haag
- Essent Cup 2	Utrecht
- 3e		3*3e Jaap Eden Trofee (Essent Cup 1)	Amsterdam

2005
- Aannemingsbedrijf De Jong Ursem Marathon (Essent Cup 19)	Alkmaar
- Oomssport Marathon (Essent Cup 18)	Den Haag
- Ouderkerkse Schaatsvrienden Marathon (Essent Cup 17)	Amsterdam
- Kardinge/Time Out Sport Bokaal (Essent Cup 16)	Groningen
- Essent Open Nederlandse Kampioenschappen	Weissensee (Oos.)
- Genneper Parken Marathon (Essent Cup 14)	Eindhoven
- Kloosterveste Marathon (Essent Cup 13)	Assen
- Essent Cup 11	Haarlem
- 3e		Essent Nederlandse Kampioenschappen	Alkmaar
- Nicolai Lourens & Tabak Bokaal (Essent Cup 10)	Groningen
- The Greenery Six Finale	Den Haag
- The Greenery Six (dag 4) 	Alkmaar
- Essent Cup 9	Haarlem
- Nefit Marathon (Essent Cup 8)	Deventer
- Essent Cup 4	Utrecht
- 2e		Yvonne Akkerman Bokaal (Essent Cup 3)	Den Haag
- Gewest Drenthe Marathon (Essent Cup 2)	Assen
- 2e		34e Jaap Eden Trofee (Essent Cup 1)	Amsterdam
- 2e		Essent Cup Finale	Assen

2006
- 3e		Essent Cup Finale	Utrecht
- Ouderkerkse Schaatsvrienden Marathon (Essent Cup 15)	Amsterdam
- 2e		Essent Cup 13	Assen
- Essent Open Nederlandse Kampioenschappen	Weissensee (Oos.)
- Essent Cup 12	Alkmaar
- Amsterdamsche IJsclub Bokaal (Essent Cup 11)	Amsterdam
- GP Henri Ruitenberg	Borlänge (Zwe.)
- 2e		GP Tunabyggen	Borlänge (Zwe.)
- 2e		Essent Nederlandse Kampioenschappen	Den Haag
- Essent Cup 10	Assen
- 2e		The Greenery Four Finale	Alkmaar
- The Greenery Four 3	Utrecht
- 2e		The Greenery Four Dag 2	Den Haag
- 2e		The Greenery Four Dag 1	Heerenveen
- 2e		Nicolai-Lourens-Tabak-Bokaal (Essent Cup 9)	Groningen
- Essent Cup 7	Deventer
- 3e		36e Lichtstad Trofee (Essent Cup 4)	Eindhoven
- 3e		*3e dag Essent Driedaagse (*3e manche)	Groningen
- 2e		*3e dag Essent Driedaagse (* 1e manche)	Groningen
- 2e		*2e dag Essent Driedaagse (*1e manche)	Heerenveen
- 1e dag Essent Driedaagse (*1e manche)	Assen
- 3e		Groenehartsport.nl Marathon (Essent Cup 3)	Den Haag
- 2e		Essent Cup 2	Breda
- 2e		35e Jaap Eden Trofee (Essent Cup 1)	Amsterdam

2007
- Essent Cup Finale	Assen
- Nationale Wedstrijd	Geleen
- 2e		Essent Cup 14	Alkmaar
- 2e		Essent Cup 13	Amsterdam
- Nationale Wedstrijd	Hoorn
- Essent Open Nederlandse Kampioenschappen	Weissensee (Oos.)
- Marathon op Natuurijs	Haaksbergen
- *2e wedstrijd KNSB Grand Prix	Borlänge (Zwe.)
- 1e wedstrijd KNSB Grand Prix	Borlänge (Zwe.)
- 1e Essent Driedaagse (dag 3, 6e etappe)	Haarlem
- 2e		Essent Driedaagse (dag 3, 5e etappe)	Haarlem
- Essent Driedaagse (dag 1, *2e etappe)	Groningen
- Essent Driedaagse (dag 1, *1e etappe)	Groningen
- 2e		Essent Nederlandse Kampioenschappen	Amsterdam
- 3e		Essent Cup 10	Assen
- The Greenery Five (dag 5)	Alkmaar
- The Greenery Five (dag 3)	Utrecht
- The Greenery Five (dag 2)	Groningen
- The Greenery Five (dag 2)	Eindhoven
- Essent Cup 10	Heerenveen
- 3e		Essent Cup 8	Den Haag
- Gewestelijke Kampioenschappen Groningen	Groningen
- Essent Cup 7	Assen
- Essent Cup 6	Amsterdam
- Essent Cup 5	Eindhoven
- Essent Cup 3	Eindhoven
- 2e		Essent Cup 1	Utrecht

2008
- 2e	C Divisie	Afvalwedstrijd Seizoenfinale Groningen	Groningen
- Finland Ice Marathon	Kuopio (Fin.)
- 2e		Essent World Grand Prix Finale	Borlänge (Zwe.)
- 3e		Essent World Grand Prix 2	Borlänge (Zwe.)
- 3e	C Divisie	Baancompetitie Groningen 10	Groningen
- 3e		Alternatieve Elfstedentocht (Essent Grand Prix 1)	Weissensee (Oos.)
- 2e		*3e Criterium	Weissensee (Oos.)
- Aart Koopmans Memorial	Weissensee (Oos.)
- Essent Nederlandse Kampioenschappen	Assen
- 2e		Essent Cup 8	Eindhoven
- 3e		Essent Cup 6	Assen
- 2e		Essent Cup 3	Amsterdam
- 3e		Essent Cup 2	Assen
- Essent Cup 1	Eindhoven
- Gewestelijke Kampioenschappen Groningen	Groningen
- KNSB Cup 7	Hoorn
- 3e		KNSB Cup 4	Haarlem
- 2e		Jorritsma/van der Wiel Marathon (KNSB Cup 2)	Heerenveen
- 3e		36e Jaap Edentrofee (KNSB Cup 1)	Amsterdam

2009
- Nederlandse Kampioenschappen Senioren	Heerenveen
- Grand Prix 3	Runnmeer
- Alternatieve Elfstedentocht	Weissensee
- Essent Cup 12	Amsterdam
- 3e		Unox Tweedaagse van Ankeveen - *1e etappe	Ankeveen
- De IJs-Ster van Wolvega 	Wolvega
- 2e		Essent Cup 11	Eindhoven
- (Provinciaal-) Gronings Kampioenschap 	Ten Boer
- 2e		Nederlandse Kampioenschappen op Natuurijs	Oostvaardersplassen
- 3e		Super Prestige 4	Biddinghuizen
- 3e		Nieuwjaars Super Prestige	Biddinghuizen
- Super Prestige 2	Biddinghuizen
- Gewestelijke Kampioenschappen Groningen	Groningen
- 3e		KNSB Cup 6	Enschede
- 2e		KNSB Cup 5	Heerenveen

2010
- Twente Cup	Enschede
- Driedaagse - dag 1	Groningen
- 2e		Voorwedstrijd Runnmeer	Runnmeer
- 3e		Nederlandse Kampioenschappen op Natuurijs	Zuidlaardermeer
- Alternatieve Elfstedentocht (Grand Prix 2)	Weissensee
- 2e		Open Nederlandse Kampioenschappen	Weissensee
- De Eendrachtcup	Genemuiden
- 2e		Marathon Cup 18	Biddinghuizen
- 2e		Marathon Cup 16	Biddinghuizen
- Marathon Cup 14	Biddinghuizen
- 3e		Marathon Noordlaren	Noordlaren
- Marathon Cup 12	Biddinghuizen
- Gewestelijk Kampioenschap Groningen	Groningen
- 3e		Marathon Cup 4	Eindhoven
- 3e		Marathon Cup 3	Amsterdam

2011
- KPN Grand Prix Finale	Runnmeer
- 3e		KPN Open Nederlands Kampioenschap 	Weissensee
- 3e		Aart Koopmans Memorial (KPN Grand Prix 2)	Weissensee
- 2e		KPN Super Prestige Finale (KPN Marathon Cup 15)	Biddinghuizen
- Amsterdamsche IJsclub Bokaal (KPN Marathon Cup 13)	Amsterdam
- 2e		KPN Nieuwjaars Super Prestige (KPN Marathon Cup 12)	Biddinghuizen

2012
- 3e		Vikingarännet	Uppsala - Stockholm
- 2e		Gewestelijk Kampioenschap Groningen	Groningen

2013
- 3e		KPN Nederlands Kampioenschap Marathon op natuurijs	Elburg
- 2e		Marathon Limmen	Limmen
- Marathon Baflo	Baflo
- Gewestelijk Kampioenschap Groningen	Groningen
- KPN Marathon Cup 5	Heerenveen

2014
- 2e		KPN Marathon Cup 15	Heerenveen
- 2e		Gewestelijk Kampioenschap Groningen	Groningen

2015
- 2e		KPN Marathon Cup 3	Deventer
- Gewestelijk Kampioenschap Groningen	Groningen

2016
- 3e		Flevonice Marathon	Biddinghuizen
- 2e		KPN Open Nederlands Kampioenschap 	Weissensee
- 2e		Alternatieve Elfstedentocht (Grand Prix 1)	Weissensee